# アナスタシアと7人の姫女神 〜淫紋の烙印〜
『アナスタシアと7人の姫女神 ～淫紋の烙印～』（アナスタシアとしちにんのひめめがみ いんもんのらくいん）は、2018年4月27日にcatwalkNEROから発売のアダルトゲームである。
ブランド設立10周年記念作品である本作は、北欧神話をモチーフにした世界観をもつ。
本作は各ヒロインのルートによってテーマが異なっており、例えばブリュンヒルデのルートは「寝取られ」を題材としている。小説版（著：筑摩十幸、原作：桜沢大、挿絵：くろいわしんじ）も二次元ドリームノベルズから同時発売された。
2018年5月23日にはアニゲマにてAndroid版の配信が開始された。

## あらすじ
惑星アースは、南に「アスガルド」という国が、北に「ニヴルヘイム」という国があった。
巨人族が治めるニヴルヘイムは、神族が治めるアスガルドに侵攻しては、アスガルドの誇る女神戦士団・ヴァルハラ兵団に返り討ちにされていた。
アスガルドに住む人間と神族の混血児である主人公・ロキは、アスガルドの女神たちにいじめられていたが、ある日、巨人族の長スルトから女神を洗脳できる「ハック」という能力を与えられた。

## 登場人物
ロキ
本作の主人公。
人間と神族の混血であると同時に、巨人族とのクォーターでもある。その出自から呪われた存在として目をつけられており、アナスタシアやブリュンヒルデから邪険に扱われていた。

### メインヒロイン
アナスタシア
声：韮井叶
ヴァルハラ兵団の指揮官を務める女神。幼い見た目に反し、強大な神の名を冠した大剣「ヴィザール」を得物とするほどの実力を誇り、背中に3対の白い翼を展開することもできる。
幼少時に泉のそばで倒れていたところをオーディンに拾われて以来、彼女の養女となる。
『淫堕の姫騎士ジャンヌ』や『奴隷聖徒会長ヒカル〜淫魔に占陵された学園〜』に登場する同名の人物とは別人である。
ブリュンヒルデ
声：ひむろゆり
アスガルドの第一王女で、アスガルド王国軍の将軍でもある。法の神の名を冠した剣「フォルセティ」を得物としており、秩序と人々を守ることを使命とする。
厳しくも心優しいが、抱え込みやすいところもある。また、使用人であるロキに度々絡まれていたことから、彼に対しては否定的な感情を抱いている。

### 準メインヒロイン
フリッカ
声：伊東サラ
オーディンの妻で、王国軍救護部隊のリーダーでもある。聖母と呼ばれるほど母性的だが、怒ると怖い。水属性のストゥラ（神聖）を持っており、武器である「ウル」と組み合わせて氷の矢を放つことができる。
ジークリーネ
声：麻優莉
ブリュンヒルデの義妹で、アスガルド王国軍の副長を務める。人間のことを動物の一種としか見ていない。磁気嵐を発生させるハンマー「トール」を武器とする。

### サブヒロイン
スクルド
声：手塚りょうこ
アナスタシアの部下。オーディンに対して絶対的な中心を誓っている。片手剣と盾から成る「テュール」を武器とする。
ロキによって洗脳という形で堕落させられた結果、衣装が黒くなった。
エルルーン
声：小鳥遊ことり
アナスタシアの部下である、無口な学者肌の女性。神書「ヘイムダル」によって様々な知識を有しているほか、視聴覚が強化されている。木属性のストゥラを持っており、植物を操る能力を持つ。
フレイ
声：TAKU
アスガルドと友好関係にある国家ヴァナヘイムの軍人。ボーイッシュな性格をしている。
フレイア
声：桜城ちか
フレイの双子の妹で、快活な姉とは対照的に物静かだが、姉よりもしっかりしている。

### サブキャラクター
ジークフリード
オーディンの側近。ジークリーネの兄で、ブリュンヒルデの婚約者。
オーディン
アスガルドの君主である最高神。フリッカの夫にして、ブリュンヒルデの父、そしてアナスタシアの養父でもある。
ハルト
フリッカの幼い息子。
ヨルムンガンド
ロキの協力者で、フリッカに討たれた過去がある。普段はやせた釣り目の男の姿をしているが、その正体は巨大な蛇。
フェンリル
ロキの協力者。ヨルムンガンド同様普段は人間の姿をしているが、その正体は人狼である。
ジークリーネに討たれた過去があり、配下の獣による凌辱という形で復讐を果たした。
スルト
巨人族の長で、ネズミに化けてヴァルハラ入りし、ロキと接触した。

## スタッフ
- 原画：七彌、saxasa
- シナリオ：筑摩十幸、小沢裕樹
- 音楽：吉田仁郎

## 主題歌
「DEEP INSIDE」
作詞：mikemike/作曲・編曲:TAKUYA/歌：橘エリカ（jAcKp☆TrASH）